# Filo Negro
Filo Negro es el nombre otorgado a una cadena de rocas oscuras que se encuentran en dirección oeste-suroeste - este-noreste, a tres kilómetros al norte de la punta Pingüino, en el sector sudeste de la Isla Marambio/Seymour del grupo de la isla James Ross, Antártida.

## Geología
El Filo Negro está conformado por un conjunto de diques que poseen una extensión de siete kilómetros.
Estudios geológicos argentinos, han descrito a estas rocas como «cuerpos subvolcánicos», datados en una edad de 6,8 millones de años y que corresponden a rocas hialoclastitas. También se han hallado basaltos pleistocenos. Las muestras tomadas concuerdan con rocas de otros afloramientos del denominado grupo volcánico James Ross.

## Toponimia
El nombre descriptivo fue colocado en los informes geológicos argentinos realizados en la isla en 1977-1978 por Armando C. Massabie y Jorge R. Morelli del Departamento de Ciencias Geológicas de la Facultad de Ciencias Exactas y Naturales de la Universidad de Buenos Aires. En idioma inglés, el topónimo aprobado fue recomendado conjuntamente por el Comité Consultivo sobre Nomenclatura Antártica de Estados Unidos y el Comité de Topónimos Antárticos del Reino Unido en 1991, y evita la duplicación con el Black Ridge ubicado en la Dependencia Ross, sector antártico reclamado por Nueva Zelanda.

## Reclamaciones territoriales
Argentina incluye a la isla Seymour/Marambio en el departamento Antártida Argentina dentro de la provincia de Tierra del Fuego, Antártida e Islas del Atlántico Sur; para Chile forma parte de la comuna Antártica de la provincia Antártica Chilena dentro de la Región de Magallanes y de la Antártica Chilena; y para el Reino Unido integra el Territorio Antártico Británico. Las tres reclamaciones están sujetas a las disposiciones del Tratado Antártico.
Nomenclatura de los países reclamantes: 
- Argentina: Filo Negro[1][5]
- Chile: ¿?
- Reino Unido: Blackrock Ridge[5]